# Fedirkî, Volociîsk
Fedirkî (în ucraineană Федірки) este localitatea de reședință a comunei Fedirkî din raionul Volociîsk, regiunea Hmelnîțkîi, Ucraina.
Localitatea face parte din regiunea istorică Volânia, iar după tratatul de pace de la Riga din 1921 a devenit parte a Uniunii Sovietice.

## Demografie
Componența lingvistică a localității Fedirkî
     Ucraineană (98,76%)
     Rusă (1,24%)
Conform recensământului din 2001, majoritatea populației localității Fedirkî era vorbitoare de ucraineană (98,76%), existând în minoritate și vorbitori de rusă (1,24%).